# User experience design
Lo User experience design, abbreviato in UXD o UED (in italiano: progettazione dell'esperienza utente), è il processo volto ad aumentare la soddisfazione e la fedeltà del cliente migliorando l'usabilità, la facilità d'uso e il piacere fornito nell'interazione tra il cliente e il prodotto. La progettazione dell'esperienza utente fa parte della User Experience e comprende la tradizionale progettazione interazione uomo-macchina e la estende indirizzandosi a tutti gli aspetti del prodotto o del servizio come percepito dagli utenti. L'esperienza utente è qualsiasi aspetto di un'interazione della persona con un dato sistema IT, includendo l'interfaccia, la grafica, la progettazione industriale, l'interazione fisica e manuale.
Il termine User Experience è stato introdotto negli anni '90 da Donald Norman, professore e ricercatore di design, il quale riteneva che i concetti di usabilità e user interface fossero deboli e non cogliessero appieno la complessità della relazione tra l'uomo e gli strumenti che costruisce.
(Donald Norman)

## Descrizione

### Elementi
Il design dell'esperienza utente comprende elementi di progettazione di interazione, architettura dell'informazione, ricerca degli utenti e altre discipline e si occupa di tutti gli aspetti dell'esperienza complessiva fornita agli utenti. Di seguito è riportata una breve analisi delle parti costituenti.

### Design visivo
Il design visivo, noto anche come disegno grafico, design dell'interfaccia utente, progettazione di comunicazione e comunicazione visiva, rappresenta l'estetica o l'aspetto e del front end di qualsiasi interfaccia utente. Il trattamento grafico degli elementi di interfaccia è spesso percepito come il disegno visivo. Lo scopo del design visivo è quello di utilizzare elementi visivi come colori, immagini e simboli per trasmettere un messaggio al suo pubblico. I fondamenti della psicologia di Gestalt e la percezione visiva forniscono una prospettiva cognitiva su come creare una comunicazione visiva efficace.

### Architettura dell'informazione
L'architettura dell'informazione è l'arte e la scienza della strutturazione e dell'organizzazione delle informazioni in prodotti e servizi per supportare l'usabilità e la localizzazione.
Nel contesto dell'architettura dell'informazione, le informazioni sono separate da entrambe le conoscenze e dai dati, e sono nebulose tra di loro. Sono informazioni sugli oggetti. Gli oggetti possono variare da siti web, applicazioni software, alle immagini ed altri. Si tratta anche di metadati: termini utilizzati per descrivere e rappresentare oggetti di contenuto come documenti, persone, processi e organizzazioni.

### Strutturazione, organizzazione ed etichettatura
La strutturazione sta riducendo le informazioni alle sue unità di base collegate tra di loro. L'organizzazione coinvolge il raggruppamento di queste unità in modo distintivo e significativo. L'etichettatura utilizza una formulazione appropriata per supportare navigazione e localizzazione.

### Trovare e gestire
La capacità di individuazione è il fattore di successo più importante per l'architettura dell'informazione. Se gli utenti non sono in grado di trovare le informazioni necessarie senza effettuare la ricerca o la domanda, la capacità di individuazione dell'architettura delle informazioni non è riuscita. La navigazione deve essere chiaramente strutturata per facilitare la ricerca del contenuto.

### Design interattivo
Ci sono molti fattori chiave per comprendere la progettazione dell'interazione e come questa può consentire un'esperienza piacevole all'utente finale. La costruzione di una grande esperienza utente richiede un design di interazione che svolga un ruolo fondamentale per definire cosa funziona meglio per gli utenti. L'elevata richiesta di esperienze di utenti più avanzate e una forte attenzione agli utenti finali, hanno reso coerenti i progettisti di interazione nella progettazione di conceptualizing che soddisfano le aspettative degli utenti e gli standard degli ultimi modelli e componenti UI. Vengono presi in considerazione diversi fattori:
- i modelli di interazione più adatti nel contesto
- le esigenze degli utenti raccolte durante la ricerca
- le caratteristiche e le informazioni importanti per l'utente
- il comportamento dell'interfaccia come drag-drop, selezioni e azioni di mouse-over ecc
- la comunicazione efficace dei punti di forza del sistema
- rendere l'interfaccia intuitiva grazie alla costruzione di vantaggi
- mantenere la coerenza in tutto il sistema.

Negli ultimi anni il ruolo del designer di interazione si è spostato dall'essere incentrato sulla specifica dei componenti dell'interfaccia utente da comunicare agli ingegneri ad una situazione in cui i progettisti hanno più libertà di progettare interfacce contestuali basate su come aiutare a soddisfare le esigenze degli utenti. Pertanto, l'esperienza di User Experience si è evoluta in un ramo di progettazione multidisciplinare che coinvolge diversi aspetti tecnici dal disegno grafico di movimento e dall'animazione alla programmazione.

### Usabilità
L'usabilità è la misura in cui un prodotto può essere utilizzato dagli utenti per raggiungere obiettivi specifici con efficacia, efficienza e soddisfazione in un contesto specifico di utilizzo.
L'usabilità, che interagisce con il design dell'esperienza utente, è legata alla capacità dell'uomo di utilizzare un sistema o un'applicazione. La buona usabilità è essenziale per un'esperienza utente positiva.

### Accessibilità
L'accessibilità di un sistema descrive la sua facilità di accesso, utilizzo e comprensione. In termini di progettazione di esperienza utente, può anche essere correlata alla complessiva comprensione delle informazioni e delle funzionalità. Aiuta a ridurre la curva di apprendimento associata al sistema. L'accessibilità in molti contesti può essere correlata alla facilità d'uso per le persone con disabilità e rientra nell'usabilità.

### Interazione uomo-computer
L'interazione tra uomo e computer riguarda la progettazione, la valutazione e l'implementazione di sistemi di calcolo interattivo per uso umano, con lo studio dei principali fenomeni che li circondano.
L'interazione uomo-computer è il principale contributore del design dell'esperienza utente a causa della sua enfasi sulla prestazione umana piuttosto che sulla semplice fruibilità.

## Ricerca nella User Experience Design
La ricerca nel campo della User Experience Design è un elemento caratterizzante questo tipo di approccio. Essa si pone infatti di comprendere come l'utente finale interagisce con il prodotto o con il servizio che sta progettando. Per questo la ricerca in ambito UX Design si serve di numerosi strumenti tipici della ricerca qualitativa e quantitativa tra cui:
- focus group
- interviste
- questionari e survey online
- test di usabilità

Ognuno di questi strumenti necessità di opportuni quadri teorici di riferimento nella fase di interpretazione dei dati. Per questo la consulenza nella User Experience Design utilizza tutti gli strumenti che sono stati sviluppati dal metodo scientifico e della ricerca di base e li applica all'ambito dell'esperienza utente. Questo da un lato rende più rigorose le analisi, dall'altro necessità di una conoscenza degli strumenti statistici e matematici utili per un'analisi dei dati più complessa e raffinata.

### Ricerca UXD e Eye Tracker
Uno degli strumenti che stanno investendo il mondo della ricerca in ambito UX è l'utilizzo degli eye tracker. Gli eye tracker sono generalmente videocamere ad infrarossi che riescono a percepire i movimenti oculari riuscendo, attraverso appositi programmi, a valutare dove e per quanto tempo un soggetto sta osservando qualcosa (ad esempio un'immagine in un sito web). Benché ancora poco utilizzata la progettazione di interfacce guidata dall'uso degli eye tracker sta evidenziando una crescita e un sempre maggior sostegno dalla letteratura di riferimento. Le indagini tramite eye tracker hanno infatti un maggior rigore metodologico e possono offrire informazioni più utili ai ricercatori e designer UX per migliorare i loro prodotti o servizi.

## Esempi

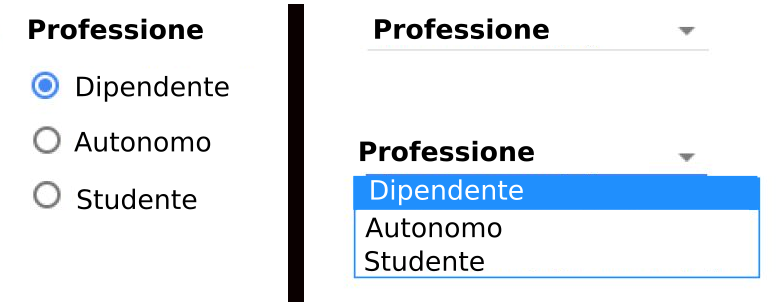
Queste due opzioni di User Interface Design sono entrambi valide. L'opzione a sinistra è consigliata quando le opzioni sono poche
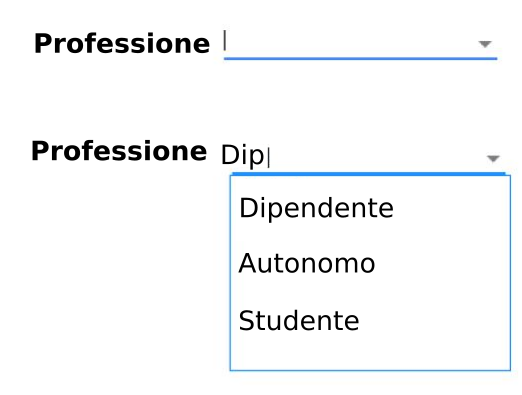
Il suggerimento (o filtro) automatico è molto utile nella User Experience soprattutto quando il modulo ha molte voci e l'utente deve digitare a mano la scelta
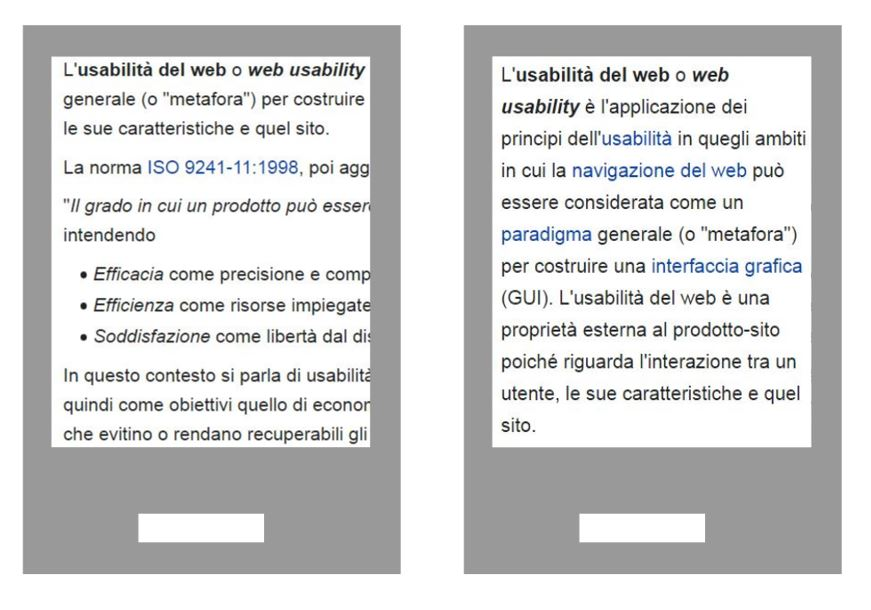
Confronto tra una cattiva User Experience Design (a sinistra, una pagina web non responsiva) e una buona (a destra)